# USA:s marinkår
USA:s marinkår (formellt namn Förenta staternas marinkår; engelska: United States Marine Corps (USMC)) är en försvarsgren i USA:s väpnade styrkor. Marinkåren grundades år 1775 för att strida ombord på den nyupprättade flottans örlogsfartyg vid äntringar, för att bevaka flottans fartyg, göra landräder samt att assistera vid landstigningar. Det är från denna tid som smeknamnet "Leathernecks" kommer, då de första marinkårssoldaterna bar uniformer med läderförstärkta kragar.
Vid början av 1900-talet hade marinkåren förvandlats till den primära organisationen för att genomföra landstigningar från havet. Marinkårssoldater har tjänstgjort i bland annat operationer i Stilla havet under andra världskriget, Vietnamkriget och i Gulfkriget. De deltar även i de pågående militära operationerna i Irak och Afghanistan. Vid 2000-talets början har marinkåren efter mer än 225 år utvecklat en unik roll inom det amerikanska försvarsväsendet.
Marinkåren är i absoluta tal större än många andra länders arméer; den amerikanska marinkåren är till personalstyrkan större än den brittiska armén eller Kanadas försvarsmakt. Marinkåren expanderades till denna jämförelsevis enorma storlek under andra världskriget då behovet av trupper som var tränade i landstigning behövdes i Stilla havets ökrigföring. Den ursprungliga huvudroll som USMC hade inom den amerikanska försvarsmakten var samma som exempelvis Royal Marines hade - marint infanteri -  precis som i alla andra dåtida högsjöflottor. Det var alltså ursprungligen inte frågan om en separat skärgårdsflotta som bland annat Sverige hade vid samma tid. Numera är USMC en komplett sjötransporterad krigsmakt med eget pansar, attackflyg och underhållsorganisation.

## Ledning och organisation
Marinkåren är en av fem försvarsgrenar som ingår i USA:s försvarsdepartement. Marinkåren och flottan hör båda till marindepartementet (Department of the Navy), en underorganisation (militärdepartement) inom försvarsdepartementet som leds av marinministern. Yrkesofficeren med högst befattning i marinkåren är kommendanten som är marinministerns rådgivare och biträde i frågor som rör marinkåren. Kommendanten är chef för och leder marinkårens högkvartersorganisation (Headquarters Marine Corps). Kommendanten är också medlem av Joint Chiefs of Staff, som under ledning av försvarschefen är yrkesmilitära rådgivare i militärstrategiska och säkerhetspolitiska frågor till försvarsministern, nationella säkerhetsrådet och presidenten.
Marinkårens stridskrafter är uppdelade i tre kategorier: Marine Corps Forces förser försvarsgrensövergripande militärbefälhavare med insatsförband, Security Force vaktar flottans kärnvapenbaser och Marine Security Guard vaktar Amerikanska ambassader. Insatsförbanden organiseras enligt de övergripande strukturen Marine air-ground task force enligt vilken förbanden består av en ledningsenhet, en markstridsenhet, en flygstridsenhet och en logistikenhet. Insatsförbanden kommer i olika storlekar från den största typen Marine Expeditionary Force (MEF) som innehåller en hel marinkårsdivision som markstridsenhet och ett flygförband som motsvarar en svensk flygeskader, vidare till Marine Expeditionary Brigade (MEB) och den minsta enhetstypen Marine Expeditionary Unit (MEU).
Marinkårens stridskrafter leds liksom armén, flottan och flygvapnets stridskrafter av den försvarsgrensövergripande militärbefälhavaren inom det geografiska eller funktionella ansvarsområde de befinner sig i eller är tilldelade. Den operativa kommandokedjan går från presidenten via försvarsministern till respektive militärbefälhavare. Endast försvarsministern, eller presidenten, kan bevilja förflyttning av förband mellan militärbefälhavarna.

### Operativa komponenter
| Vapensköld | Namn                                     | Förkortning   | Beskrivning                                                                    | Högkvarter                                             | Not   |
|            | Marine Corps Forces Command              | MARFORCOM     | Komponent till United States Northern Command                                  | Naval Support Activity Hampton Roads, Virginia         | [ 1 ] |
|            | Marine Corps Forces Cyberspace Command   | MARFORCYBER   | Komponent till United States Cyber Command                                     | Fort George G. Meade, Maryland                         | [ 1 ] |
|            | Marine Corps Forces South                | USMARFORSOUTH | Komponent till United States Southern Command                                  | Miami, Florida                                         | [ 1 ] |
|            | Marine Forces Central Command            | MARCENT       | Komponent till United States Central Command                                   | MacDill Air Force Base, Florida                        | [ 1 ] |
|            | Marine Forces Europe and Africa          | MARFOREUR/AF  | Komponent till United States European Command och United States Africa Command | Panzer Kaserne, Böblingen, Baden-Württemberg, Tyskland | [ 1 ] |
|            | Marine Forces Pacific                    | MARFORPAC     | Komponent till United States Indo-Pacific Command                              | Camp H. M. Smith, Hawaii                               | [ 1 ] |
|            | Marine Forces Special Operations Command | MARSOC        | Komponent till United States Special Operations Command                        | Marine Corps Base Camp Lejeune, North Carolina         | [ 1 ] |

### Stödkommandon
| Vapensköld | Namn                                        | Förkortning  | Beskrivning                                            | Högkvarter                                  | Not   |
|            | Marine Corps Combat Development Command     | MCCD         | Doktrinutveckling                                      | Marine Corps Base Quantico, Virginia        | [ 1 ] |
|            | Marine Corps Embassy Security Group         | MCESG        | Bidrar med marinsoldater till USA:s utrikesdepartement | Marine Corps Base Quantico, Virginia        | [ 1 ] |
|            | Marine Corps Forces Reserve                 | MARFORRES    | Marinkårens reservförband                              | New Orleans, Louisiana                      | [ 1 ] |
|            | Marine Corps Installations Command          | MCICOM       | Basförvaltningskommando                                | Joint Base Myer-Henderson Hall, Virginia    | [ 1 ] |
|            | Marine Corps Logistics Command              | MARCORLOGCOM | Logistikverksamhet                                     | Marine Corps Logistics Base Albany, Georgia | [ 1 ] |
|            | Marine Corps Recruiting Command             | MCRC         | Rekrytering                                            | Marine Corps Base Quantico, Virginia        | [ 1 ] |
|            | Marine Corps Systems Command                | MCSC         | Anförskaffning av materiel                             | Marine Corps Base Quantico, Virginia        | [ 1 ] |
|            | Marine Corps Training and Education Command | TECOM        | Utbildningskommando                                    | Marine Corps Base Quantico, Virginia        | [ 1 ] |

## Uppgifter
Kåren har tre huvuduppgifter. 

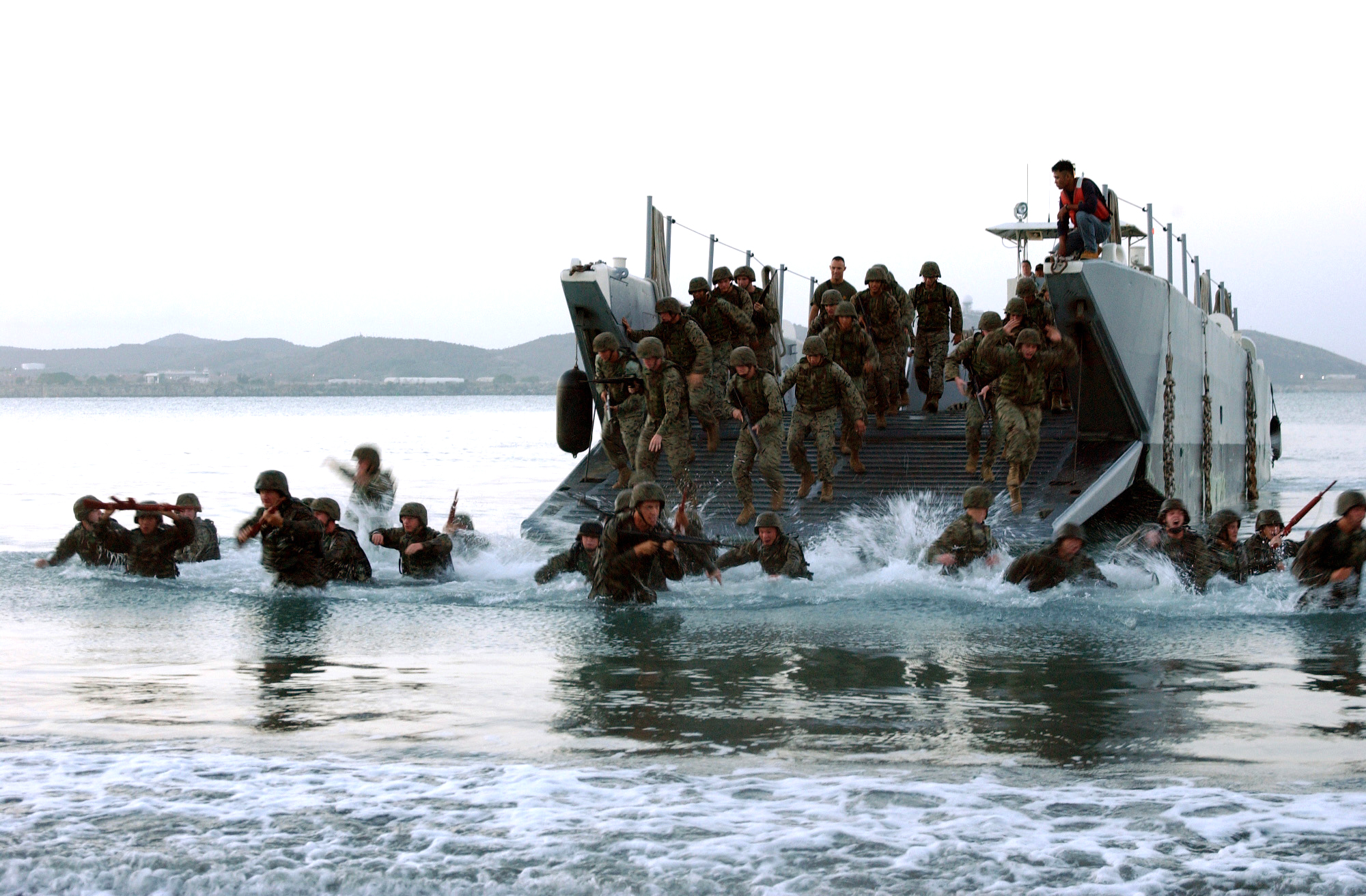
Landstigningsövning

- Tillhandahålla en amfibisk landstigningskapacitet.
- Upprätthålla säkerhet på den amerikanska flottans baser och fartyg.
- Upprätthålla resurser för att kunna utföra uppdrag som den amerikanska presidenten kan kräva.

Alla marinkårssoldater genomgår en grundläggande infanteriutbildning, en så kallad boot camp. Kåren har egna specialförband, som force recon, men på grund av mycket propaganda i rekryteringssyfte anses kåren (felaktigt) att vara uppsatt av elitsoldater. Marinkårens tillgång till den amerikanska flottans örlogsfartyg gör att marinkåren inte har så stort beroende av den amerikanska armén eller det amerikanska flygvapnet.

## Historia

### Ursprung
USA:s marinkår kan spåras tillbaka till den sjökontinentalstyrka som kapten Samuel Nicholas skapade under det amerikanska frihetskriget på Tun Tavern i Philadelphia den 10 november 1775, genom ett förslag till den andra kontinentalkongressen, att uppbåda två bataljoner marinsoldater. Detta datum anses vara och firas som den amerikanska marinkårens födelsedag. Då det amerikanska frihetskriget tog slut upplöstes både kontinentalflottan och marinkontinentaltrupperna i april 1783. Institutionen självt skulle inte återupplivas förrän år 1798. Det året instiftade den amerikanska kongressen USA:s marinkår som förberedelse för låtsaskriget (Quasi-War) mot Frankrike. Marinkårssoldater hade enrollerats av krigsdepartementet så tidigt som i augusti 1797 för att tjänstgöra på de fregatter som nyss byggts i enlighet med ett kongressbeslut. Act to provide a Naval Armament från den 18 mars 1794 var den lag som låg till grund för detta och den angav antalet marinkårssoldater som skulle rekryteras till var och en av fregatterna (läs mer på engelskspråkiga Wikipedia om grundandet av USA:s marinkår i artikeln History of the United States Marine Corps).
Den mest kända operation amerikanska marinkårssoldater var inblandade i under den här perioden ägde rum under det första barbarkriget (1801-1805) och den var riktad mot barbareskstaternas pirater. William Eaton och förstelöjtnant Presley O'Bannon ledde då åtta marinkårssoldater och 500 legosoldater i ett försök att inta Tripoli. Även om de endast nådde Derna har händelserna kring Tripoli odödliggjorts genom den amerikanska marinkårens sång och det mameluksvärd som bärs av officerare i marinkåren.
Under 1812 års krig deltog marinkårsförband i de stora fregattdueller som var kännetecknande för kriget och som blev de första amerikanska segrarna i konflikten. De viktigaste följderna av dessa segrar var försenandet av britternas marsch mot Washington, D.C. i slaget vid Bladensburg och upprätthållandet av general Andrew Jacksons försvarsfront i försvaret av New Orleans. Mot slutet av kriget hade marinkårssoldater fått ett välförtjänt rykte som utmärkta prickskyttar, särskilt i strider skepp-mot-skepp.
Efter kriget föll marinkåren i en glömska som upphörde i och med utnämningen av Archibald Henderson som den femte marinkårskommendanten 1820. Under hans ledarskap företog sig marinkåren expeditioner till västindien, mexikanska golfen, Key West, västafrika, Falklandsöarna och Sumatra. Kommendant Henderson har äran av att ha förhindrat president Jacksons försök att slå samman marinkåren med armén. I stället godkände kongressen Act for the Better Organization of the Marine Corps år 1834, som stipulerade att marinkåren utgjorde en del av marindepartementet som ett systervapenslag till flottan. Detta skulle inte bli den första gången marinkåren ifrågasattes.

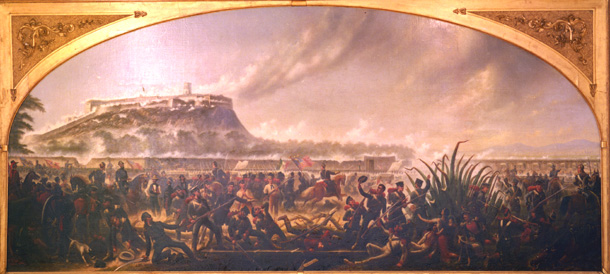
James Walker, Stormingen av Chapultepec, 1847.

Kommendant Henderson anmälde på eget initiativ marinkåren till tjänstgöring i 1835 års Seminolekrig (ett av USA:s krig mot indianerna) och ledde personligen nästan hälften av kåren (två bataljoner) i kriget. Ett decennium senare, i det mexikanska kriget, företog sig marinkåren det berömda anfallet på Chapultepec-palatset i Mexico City som senare skulle komma att hyllas i frasen "Från Montezumas salar (From the halls of Montezuma)" i marinkårens sång. På 1850-talet tjänstgjorde marinkåren återigen utomlands i Panama och i Asien. I det senare fallet bl.a. då den eskorterade Matthew C. Perrys ostindiska eskader på dess historiska resa till fjärran östern.
På grund av sin stora upptagenhet med utländska angelägenheter spelade marinkåren en mindre framträdande roll under det amerikanska inbördeskriget; dess viktigaste uppgift var blockadtjänstgöring. I takt med att fler och fler stater gick ur unionen övergav ungefär hälften av kårens officerare unionen för att ansluta sig till konfederationen och bilda Confederate States Marine Corps. I slutändan skulle denna styrka inte komma att spela någon avgörande roll i kriget. Den bataljon med rekryter som bildades inför första slaget vid Bull Run blev inte lyckosam och retirerade med resten av unionens styrkor.

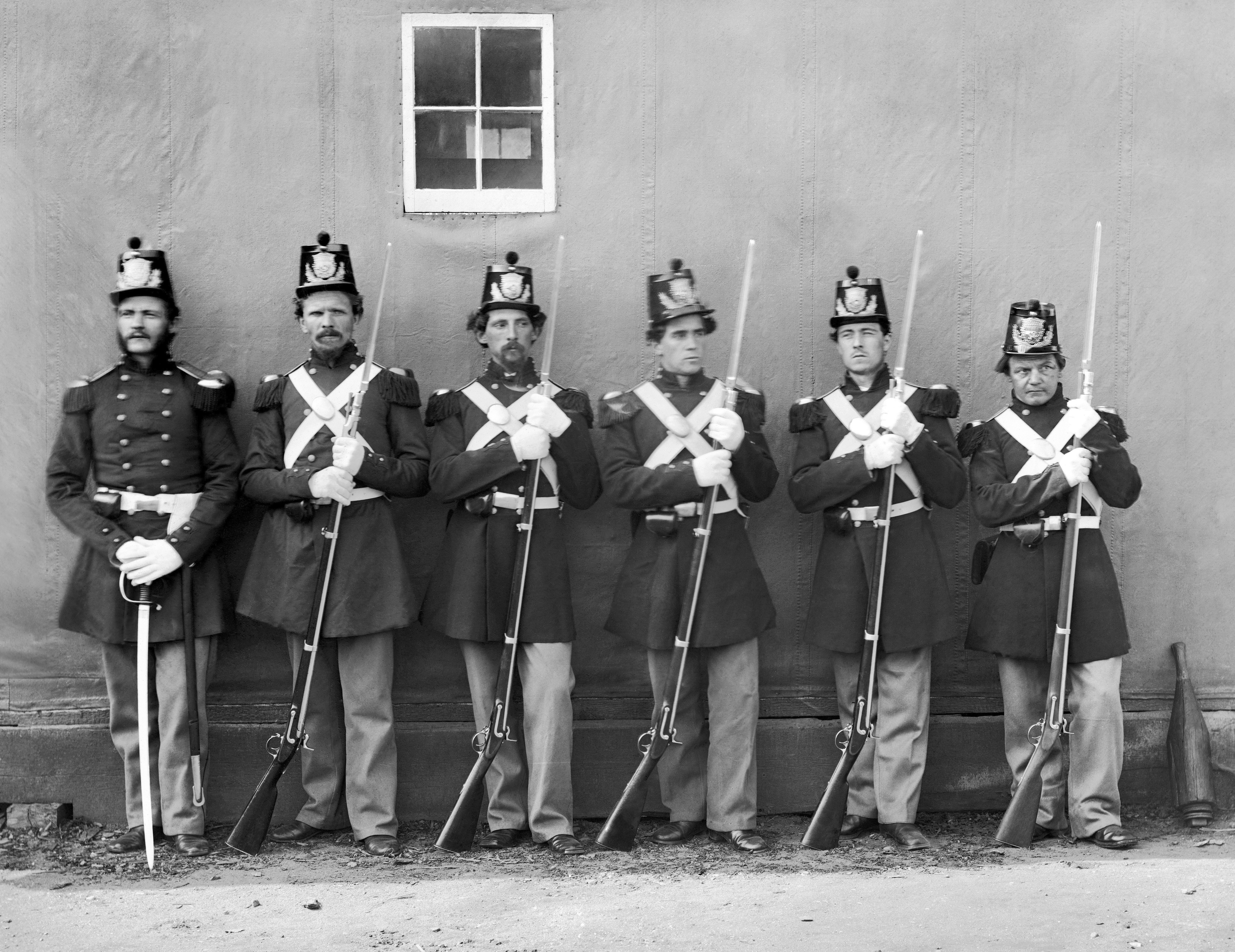
Fem marinkårssoldater med påsatta bajonetter och deras befäl med underofficerssabel vid Washinton Navy Yard, 1864.

### Mellanspel: från inbördeskriget fram till första världskriget
Återstoden av 1800-talet präglades av en minskad omfattning på marinkåren och navelskådning vad gällde dess uppdrag. Flottans övergång från segel till ånga ställde frågan om behovet av marinkårssoldater på flottans fartyg på sin spets. Samtidigt fungerade marinkårssoldater som en praktisk resurs vid interventioner och landstigningar i syfte att skydda amerikanska liv och intressen utomlands. Marinkåren var inblandad i mer än 28 olika interventioner under de 30 år som gick mellan inbördeskrigets slut och 1800-talets slut. De kallades även in för att ta hand om politiska oroligheter och arbetaruppror inom USA. Under kommendant Jacob Zeilins styre tog marinkårens seder och bruk form: kåren godkände marinkårsemblemet den 19 november 1868. Det var också under den här tiden som marinkårens sång kunde höras för första gången. Omkring 1883 antog marinkåren sitt nuvarande motto Semper Fidelis (svenska: Alltid Trogen).
Musikern och kompositören John Philip Sousa tog värvning som menig i marinkåren 13 år gammal, tjänstgjorde från 1867 till 1872 och återigen från 1880 till 1892, då som anförare för marinkårens musikkår.
Under det spansk-amerikanska kriget (1898) ledde marinkårssoldater amerikanska styrkor i landstigningar på Filippinerna, Kuba och Puerto Rico, vilket visade på deras användbarhet. Vid Guantánamobukten på Kuba, säkrade marinkåren en då framskjuten flottbas som fortfarande används. Mellan 1899 och 1916 fortsatte marinkåren med sitt kraftfulla deltagande i expeditioner utomlands, inklusive under det filippinsk-amerikanska kriget, under boxarupproret i Kina (1899-1901), i Panama, under de kubanska pacificeringarna, i Perdicaris-incidenten i Marocko, i Veracruz, på Santo Domingo och i banankrigen på Haiti och i Nicaragua. De lärdomar som gjordes av upprorsbekämpning och gerillaoperationer under den här perioden nedtecknades i Small Wars Manual.

### Första världskriget

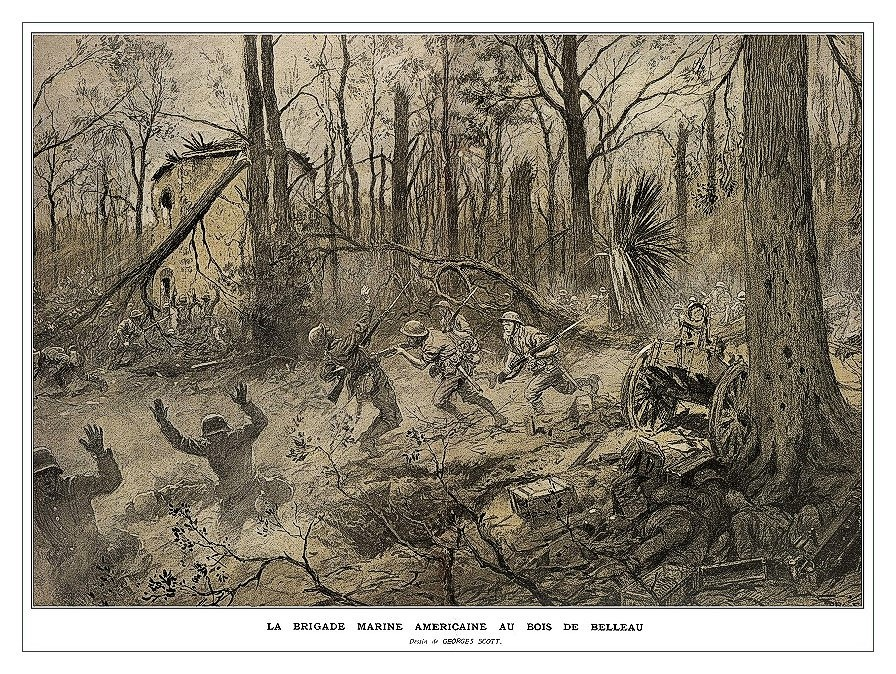
Georges Scott, American Marines in Belleau Wood, 1918.

Under första världskriget spelade erfarna marinkårssoldater en viktig roll under det sena amerikanska inträdet i konflikten. Till skillnad från armén hade marinkåren ett stort förråd av officerare och gruppbefäl med stridserfarenhet och genomgick en mindre expansion. Marinkårssoldater slogs här i det kända slaget vid Belleau Wood som la grunden för marinkårens rykte i modern historia. Medan deras tidigare insatser utomlands inte hade gett dem mycket beröm i västvärlden, gav marinkårssoldaternas mod och tålighet i Frankrike dem tyskarnas respekt och dessa höll dem för att vara av stormtruppskvalitet. Även om marinkårssoldater och amerikansk media rapporterade att tyskar hade gett dem smeknamnet Teufel Hunden som betyder Djävulshundar, finns det inga belägg för detta i tyska källor (Teufelshunde är det korrekta tyska ordet) och det är möjligt att det var amerikansk propaganda, men namnet lever kvar. Marinkåren hade gått in i kriget med 511 officerare och 13 214 man i rullorna och vid krigsslutet den 11 november 1918 hade de uppnått en styrka om 2 400 officerare och 70 000 man.
Mellan världskrigen leddes marinkåren av kommendanten John A. Lejeune. Det var under dennes ledning som marinkåren både noga studerade samt utvecklade amfibietekniker som skulle komma till mycket god användning under andra världskriget. Många officerare, inklusive överstelöjtnant Earl Hancock "Pete" Ellis, förutsåg ett krig mot Japan i Stilla havet och vidtog mått och steg för just en sådan konflikt. Under hela 1941, då ett krig blev alltmer sannolikt, verkade marinkåren intensivt för gemensamma amfibieövningar och förvärvade amfibieutrustning som skulle komma att bli mycket användbar i den kommande konflikten.

### Andra världskriget

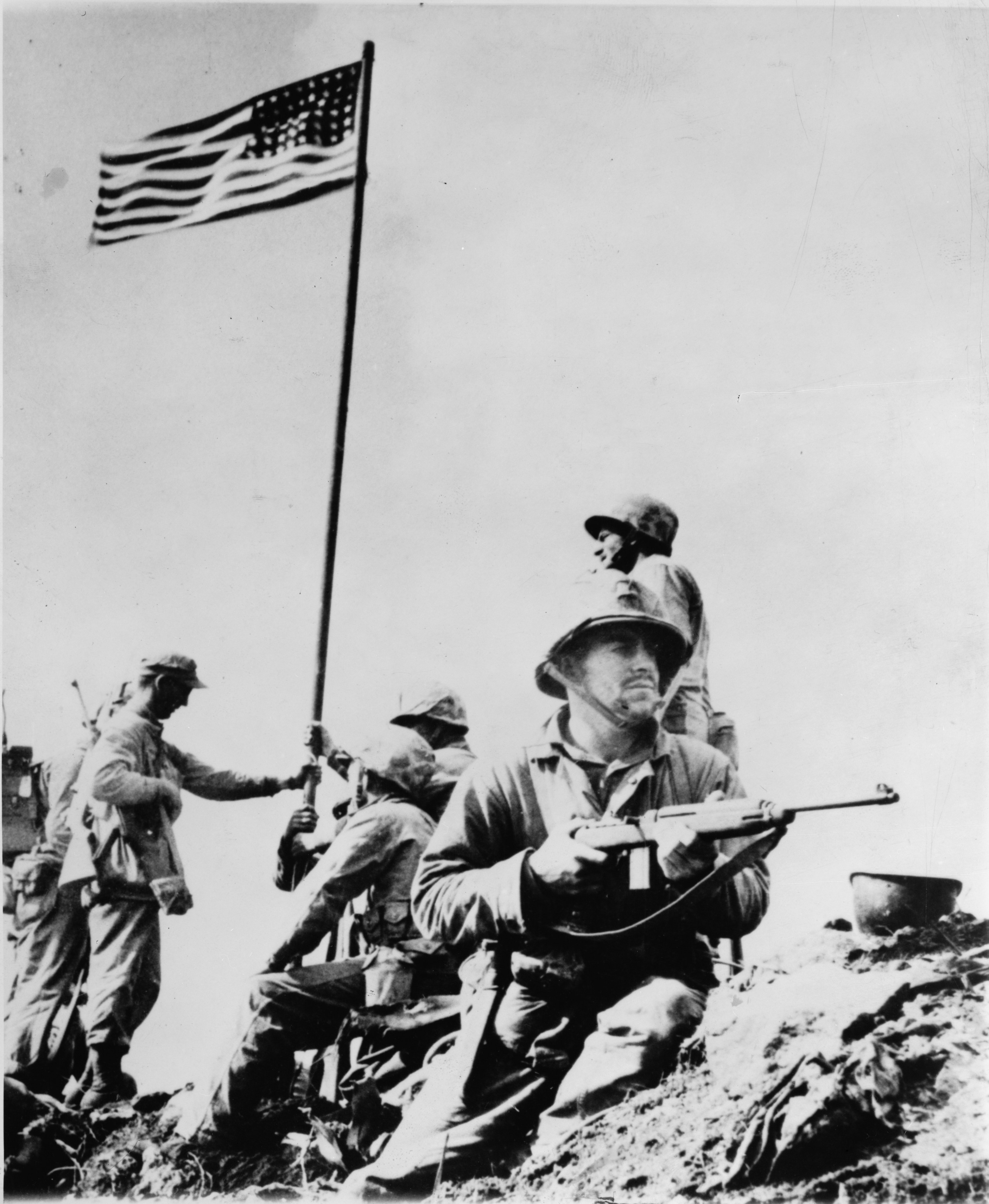
Bilden på den första flaggresningen i Iwo Jima.

I andra världskriget spelade marinkåren en central roll under kriget i Stilla havet. I slagen vid Guadalcanal, Bougainville, Tarawa, Guam, Tinian, Saipan, Palau, Iwo Jima och Okinawa utkämpade marinkårssoldater mycket hårda strider mot den kejserliga japanska armén.
Philip Johnston föreslog användandet av navajospråket som ett kodspråk för marinkåren. Idén godkändes och Navajokoden utvecklades enligt konstens alla regler och i enlighet med Joint Army/Navy Phonetic Alphabet.
Under slaget om Iwo Jima tog fotografen Joe Rosenthal den berömda bilden Raising the Flag on Iwo Jima på fem marinkårssoldater och en flottist som reser den amerikanska flaggan på Suribachi-berget. USA:s marinminister James Forrestal, som hade landstigit på ön tidigare samma dag, sa om flaggresningen att, "...resandet av den där flaggan på Suribachi betyder att marinkåren kommer att finnas till om ytterligare 500 år." Marinkårssoldaters bedrifter under kriget ökade deras redan sedan tidigare goda anseende hos den amerikanska befolkningen. Vid krigets slut utökades kåren från två brigader till sex divisioner, fem flygflottiljer som tillsammans med understödjande trupper utgjorde omkring 485 000 marinkårssoldater. Utöver detta bestämdes det att 20 kustförsvarsbataljoner (marine defense battalions) och en fallskärmsbataljon skulle upprättas. Nästan 87 000 marinkårssoldater sårades under andra världskriget (varav nästan 20 000 fick sätta livet till) och 82 stycken tilldelades Medal of Honor.
Trots Forrestals förutsägelse drabbades marinkåren av en institutionell kris omedelbart efter kriget på grund av den minskade storleken på den amerikanska försvarsbudgeten. Armé-generaler som verkade för ett stärkt och omorganiserat amerikanskt försvar försökte även föra över marinkårens uppdrag och tillgångar till flottan och armén. Genom att snabbt samla ihop ett stöd i kongressen tillbakavisade marinkåren sådana ansträngningar att avväpna den. Detta resulterade i det lagstadgade försvaret för marinkåren i National Security Act från 1947. Kort därpå gav Douglas-Mansfield Bill kommendanten för marinkårens röst samma vikt som Joint Chiefs of Staff gällande frågor rörande marinkåren och etablerade den struktur med tre aktiva divisioner och flygflottiljer som existerar än idag.

### Koreakriget
I Koreakriget (1950-1953) upprätthöll den hastigt ihopkomna Provisional Marine Brigade försvarslinjen omkring Pusan. För att försöka företa en kringgående manöver kallade general Douglas MacArthur in flyg- och markstyrkor från marinkåren för att genomföra en landstigning vid Incheon. Den framgångsrika landstigningen ledde till att de nordkoreanska linjerna bröt samman och de nordkoreanska styrkorna kunde förföljas mot norr, i närheten av Yalufloden, tills den kinesiska folkrepubliken gick med i kriget. Kinesiska trupper omringade, överraskade och överväldigade de alltför utdragna och numerärt underlägsna amerikanska styrkorna. X Corps som inbegrep 1st Marine Division och arméns 7th Infantry Division, omgrupperade sig och orsakade fienden svåra förluster under sin stridande reträtt mot kusten, numera känd som slaget vid Chosin Reservoir. Marinkårssoldater fortsatte ett utnötningskrig runt den 38:e breddgraden fram till 1953 års vapenvila. Under koreakriget växte marinkåren från 75 000 man till en styrka om 261 000 marinkårssoldater, de flesta reservister. 30 544 marinkårssoldater sårades eller dödades under kriget och 42 stycken tilldelades Medal of Honor.

### Vietnamkriget
Marinkåren spelade en viktig roll under Vietnamkriget genom att delta i sådana slag som Da Nang, Hue City, Con Thien och Khe Sanh. Medlemmar ur USMC opererade i Northern I Corps-delar av södra Vietnam. Medan de befann sig där var de hela tiden inblandade i ett gerillakrig mot FNL (National Front for the Liberation of South Vietnam (NLF)) och i ett konventionellt krig som pågick av och till mot Vietnams folkarmé (North Vietnamese Army (NVA)). Delar av marinkårssoldaterna var ansvariga för det mindre kända Combined Actions Program (CAP) som använde sig av okonventionella metoder för att slå ner uppror och fungerade som militära rådgivare åt Republic of Vietnam Marine Corps. Marinkåren drogs tillbaka 1971 men återvände kort 1975 för att evakuera Saigon (operation Frequent Wind) och försöka rädda besättningen på S/S Mayagüez.
Vietnamkriget är det längsta krig den amerikanska marinkåren hitintills varit inblandad i; vid krigets slut hade 13 091 marinkårssoldater dödats i strid, sårats och 57 Medal of Honor delats ut. På grund av rotationspolicys tjänstgjorde fler marinkårssoldater i Vietnam än under andra världskriget.
I efterdyningarna av Vietnam- konflikten nådde marinkåren en historisk, moralisk bottennivå som orsakades av de bestraffningar av icke-juridisk natur och i krigsrätt som ägde rum under den här perioden. Delvis var dessa kopplade till de Unauthorized Absences and Desertations som förekom under kriget. En översyn av Marinkåren inleddes under slutet av 70-talet, då de mest skyldiga avskedades. Så snart kvaliteten på de nya rekryterna förbättrades, fokuserade marinkåren på att reformera gruppbefälskåren (Non-commissioned officers (NCO:s)), en avgörande funktionell del av styrkorna.

### Mellanspel: från Vietnam fram till kriget mot terrorismen
Efter Vietnam-konflikten deltog Marinkåren i flera uppdrag utomlands som exempelvis fritagningsförsöket av den amerikanska ambassadpersonalen i Tehera (Operation Eagle Claw) 1980, invasionen av Grenada (Operation Urgent Fury) och invasionen av Panama (Operation Just Cause). Den 23 oktober 1983 attackerades Marinkårens huvudkvarter i Beirut i Libanon, vilket orsakade den högsta fredstida dödssiffran i Marinkårens historia (220 marinkårssoldater och 21 andra tjänstemedlemmar i 24th Marine Amphibious Unit miste livet). Detta ledde till att USA drog sig ur Libanon. År 1990 räddade marinkårssoldater i Joint Task Force Sharp Edge tusentals liv genom att evakuera brittiska, franska och amerikanska medborgare undan våldet under inbördeskriget i Liberia. Under Kuwaitkriget (1990-1991) utgjorde Marinkårens insatsstyrka den ursprungliga kärntruppen i Operation Desert Shield, då USA och koalitionsstyrkor mobiliserade och senare befriade Kuwait i Operation Desert Storm. Marinkårssoldater deltog i krigsoperationer i Somalia (1992-1995) under operationerna Restore Hope, Restore Hope II och United Shield i syfte att ge humanitär hjälp.

### Globalt krig mot terrorism

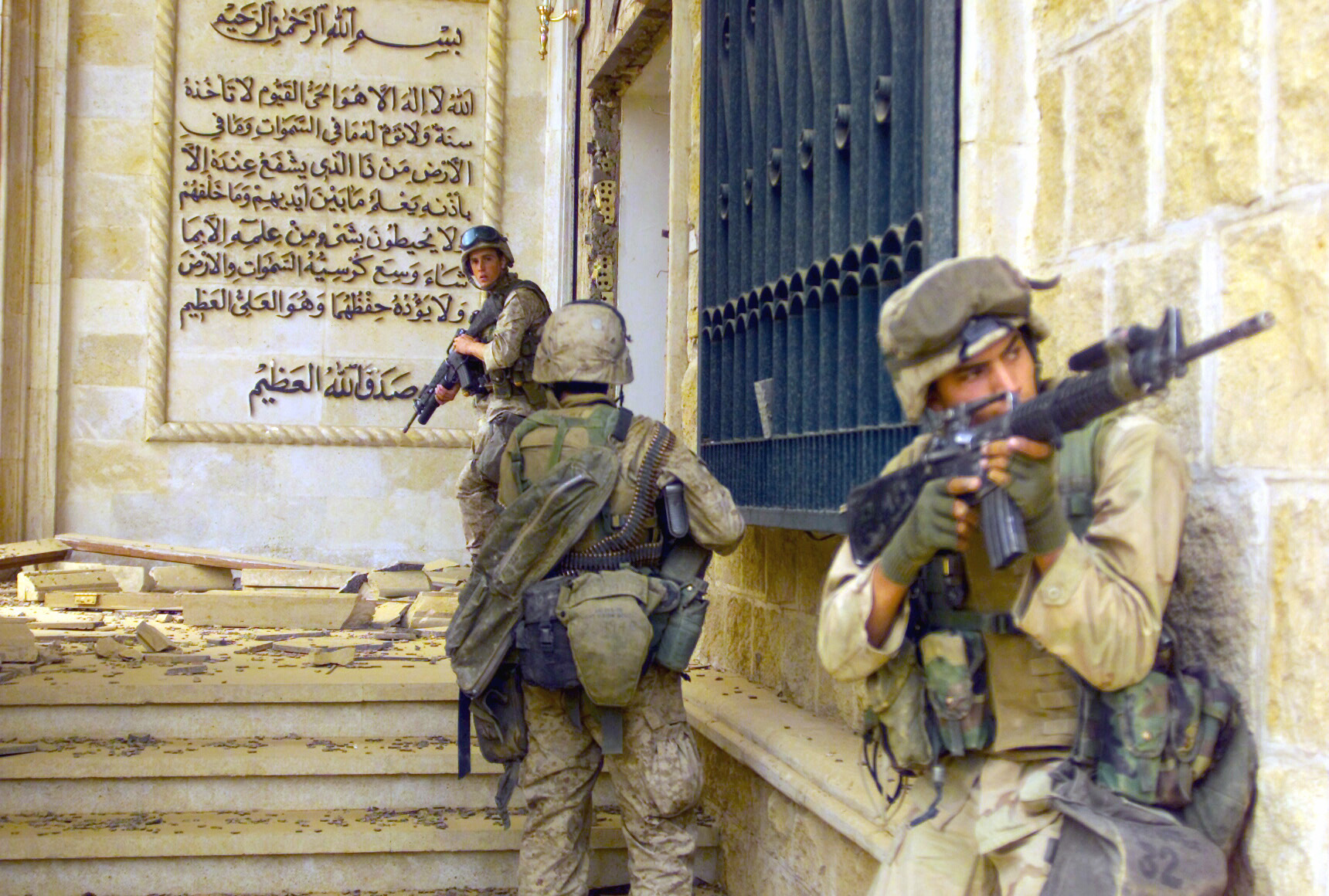
Marinkårssoldater från 1st Battalion 7th Marines intar ett palats i Bagdad.

Efter terrorattacken den 11 september 2001 startade president George W. Bush kriget mot terrorismen. Det uttalade målet med det globala kriget mot terrorismen är "besegrandet av al-Qaida, av andra terroristgrupper och av vilken nation som helst som stödjer eller skyddar terrorister." Sedan dess har marinkåren tillsammans med andra militära och federala myndigheter i USA deltagit i globala operationer runtom i världen till stöd för detta ändamål.

#### Operation Enduring Freedom
Marinkårssoldater och andra amerikanska styrkor började inför Operation Enduring Freedom ta plats i Pakistan och Uzbekistan på gränsen mot Afghanistan så tidigt som under oktober 2001. 15th och 26th Marine Expeditionary Units var de första konventionella styrkorna som gick in i Afghanistan till stöd för Operation Enduring Freedom i november 2001 och i december samma år intog marinkårssoldaterna Kandahar International Airport. Sedan dess har marinkårsbataljoner och marinkårsförband varit på plats och tagit sig an styrkor från talibanerna och al-Qaida. Marinkårssoldater i 24th Marine Expeditionary Unit intog den talibanhållna staden Garmsir, i Helmandprovinsen, den 29 april 2008 i den första större amerikanska operationen i området på flera år. I juni 2009 skickades 7 000 marinsoldater i 2nd Marine Expeditionary Brigade till Afghanistan i ett försök att förbättra säkerheten och inledde Operation Strike of the Sword den därpå följande månaden.
2002 skapades Combined Joint Task Force - Horn of Africa på Camp Lemonnier i Djibouti, för att tillhandahålla säkerhet i regionen. Trots att det övergripande befälet överfördes till den amerikanska flottan 2006 fortsatte marinkåren att verka på Afrikas horn under 2007.

#### Operation Iraqi Freedom
Marinkårens senaste uppdrag har ägt rum under Irakkriget. I Marine Expeditionary Force tillsammans med den amerikanska arméns 3rd Infantry Division ledde 2003 års invasion av Irak. Marinkårssoldaterna lämnade Irak under sommaren 2003 men återvände för ockupationstjänstgöring i början av 2004. De gavs ansvaret för al-Anbar-provinsen, den största ökenregionen väster om Bagdad. Under denna ockupation ledde marinkåren bägge anfallen på staden Falluja i april (Operation Vigilant Resolve) och i november 2004 (Operation Phantom Fury) och deltog även i intensiva strider på sådana platser som Ramadi, Al-Qa'im och Hīt. Deras tid i Irak har även varit föremål för debatt genom Hadithamassakern och Hamdania-incidenten. Anbar Awakening och 2007 surge minskade nivån på våldet i området. Den 1 mars 2009 tillkännagav president Barack Obama, under ett besök på Camp Lejeune, att trupperna skulle dras tillbaka snabbare och lovade att alla stridande förband skulle vara ute ur Irak i augusti 2010. Marinkåren avslutade formellt sett sitt uppdrag i Irak den 23 januari 2010 då de överräckte ansvaret för al-Anbar-provinsen till USA:s armé.

## Militära personalkategorier

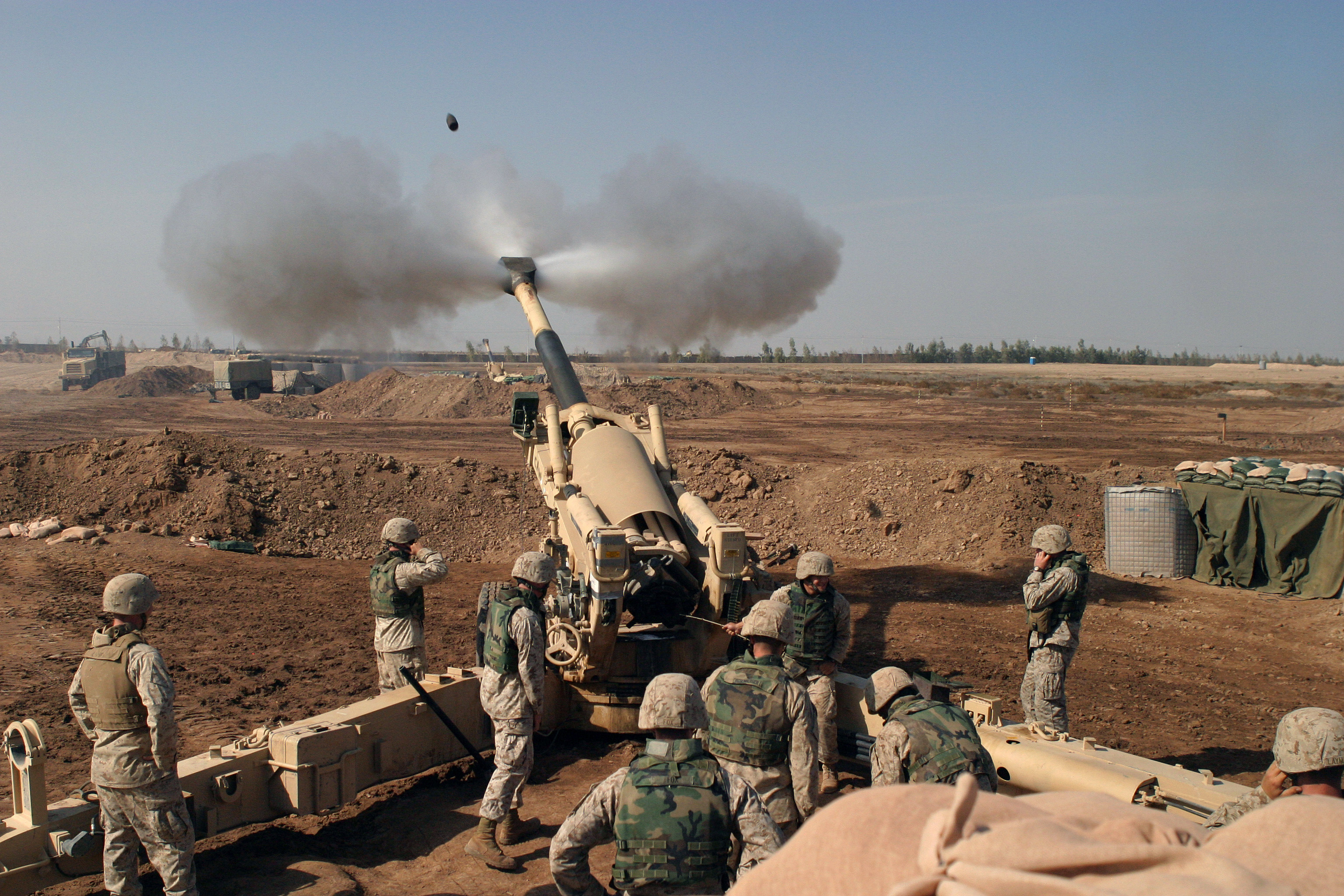
Marinkårsartileri under strid i Irak.

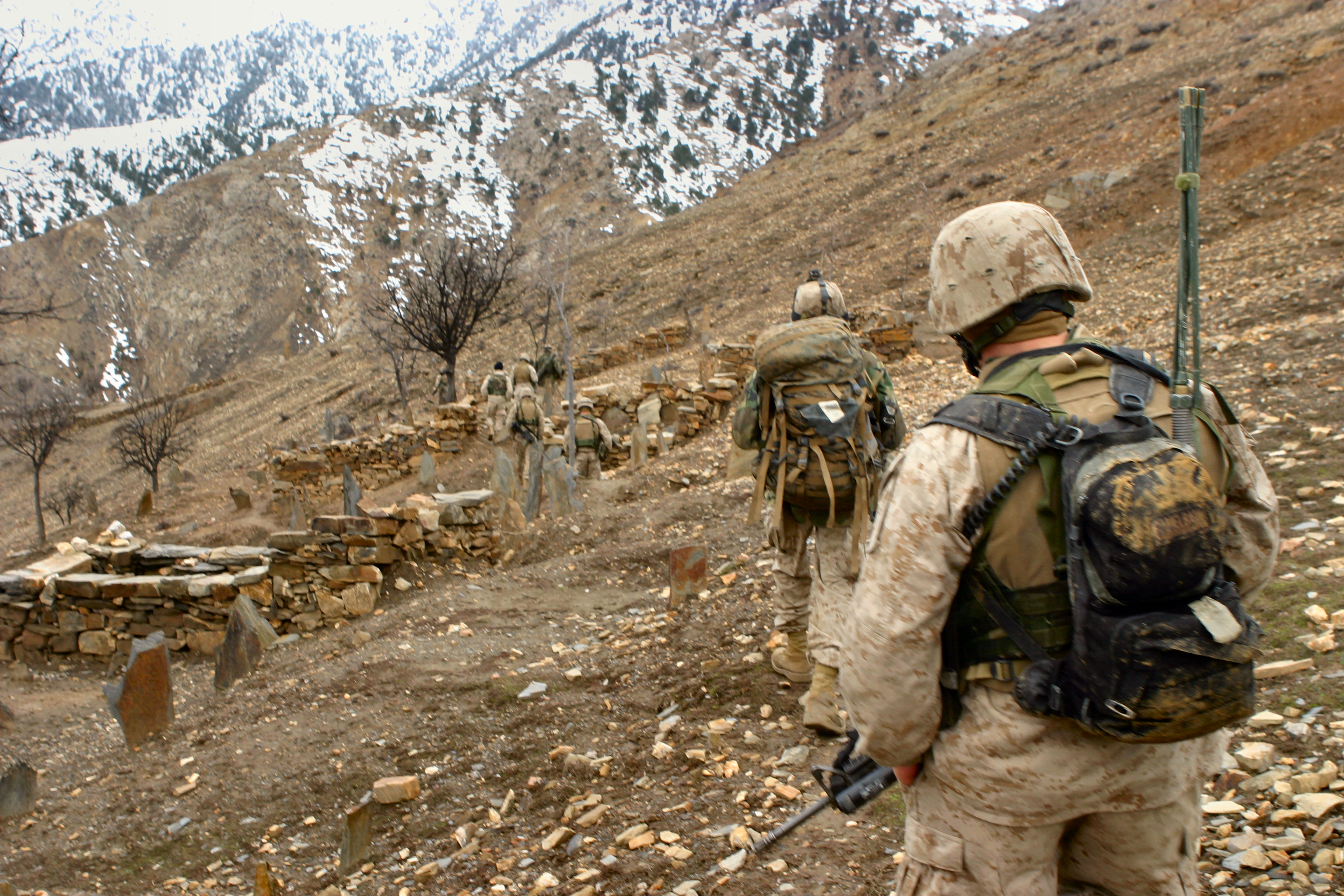
Amerikansk marinkårspatrull i Afghanistan 2005.

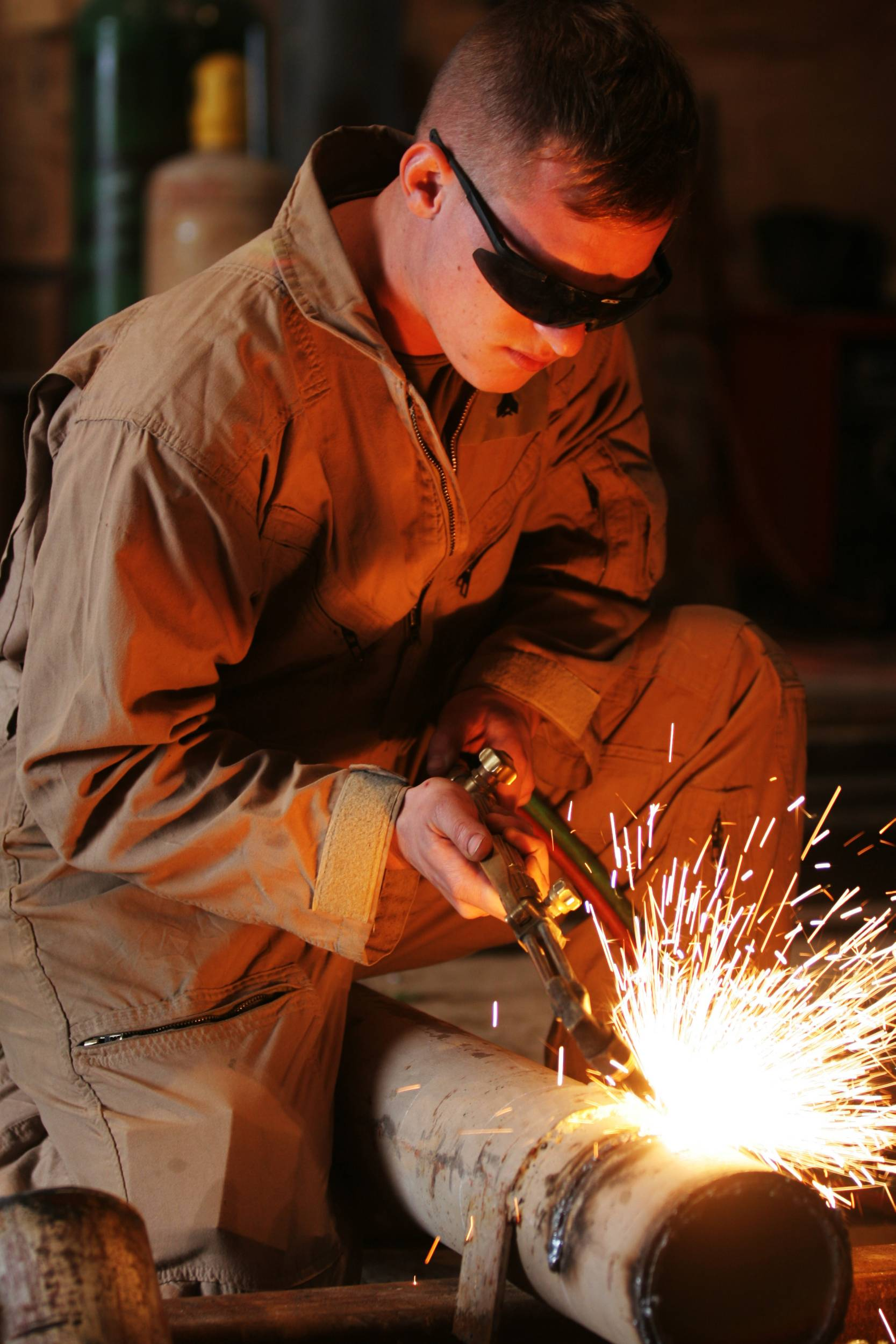
Svetsarbete i Camp Fallujah, Irak 2006.

Marinkårens militära personal tillhör en av tre personalkategorier: enlisted (meniga, gruppchefer, specialistofficerare), warrant officers (kompaniofficerare) eller commissioned officers (taktisk-operativa och tekniskt-administrativa officerare). Av marinkårens 185 000 män och kvinnor tjänstgjorde 58 000 i stridande befattningar (2005).

### Meniga och specialistofficerare
Enlisted består av vad som på svenska kan kallas soldater (enlisted i inskränkt mening), gruppchefer eller underbefäl (non-commissioned officers) och specialistofficerare eller underofficerare (staff non-commissioned officers).
Den grundläggande rekrytutbildningen sker vid Marine Corps Recruit Depot Parris Island samt Marine Corps Recruit Depot San Diego.
Dessa tjänstgör inom någon av följande kompetensområden: personal- och expedition, underrättelse, infanteri*, underhåll, fältartilleri*, serviceteknik, tryckeri, pansar*, tygmateriel, ammunition, samband, datateknik, trafikledning, förplägnad, kassa, motortransport, datasystem, information, rättsvård, utbildningsunderst, musik, NBC-skydd, militärpolis, elektroteknik, flygteknik, flygelektroteknik, flygtygmateriel, väder, flygbas, flygledning och flyg. (Inom kompetensområden betecknade med * tjänstgör endast män.) Marinkåren har ingen egen sjukvårdspersonal, utan dessa kommer från flottan.
Av marinkårens underofficerare, underbefäl och soldater tjänstgjorde 52 000 i stridande befattningar, 23 000 i tekniska befattningar och ytterligare 23 000 i underhållsbefattningar (2005).
| Lönegrad | Militär grad                       | (Typbefattning) Motsvarande svensk grad       |
| -------- | ---------------------------------- | --------------------------------------------- |
| E1       | Private                            | (rekryt) menig                                |
| E2       | Private first class                | menig 1kl                                     |
| E3       | Lance Corporal                     | (omgångschef) vicekorpral                     |
| E4       | Corporal                           | (gruppchef) korpral                           |
| E5       | Sergeant                           | (gruppchef) sergeant                          |
| E6       | Staff Sergeant                     | (stf plutonchef) förste sergeant              |
| E7       | Gunnery Sergeant                   | fanjunkare                                    |
| E8       | Master Sergeant                    | förvaltare                                    |
| E8       | First Sergeant                     | (kompaniadjutant) förvaltare                  |
| E9       | Master Gunnery Sergeant            | regementsförvaltare                           |
| E9       | Sergeant Major                     | regementsförvaltare                           |
| E9       | Sergeant Major of the Marine Corps | (chefen USMC:s rådgivare) regementsförvaltare |

Lönegraderna E1-E3 utgörs av soldater; lönegraderna E4-E5 av gruppchefer (underbefäl); lönegraderna E6-E9 av specialistofficerare (underofficerare).
 Specialistofficerarna har sin egen mäss, Staff NCO Club, liksom gruppcheferna, NCO Club, och meniga, Enlisted Club.

#### Gradbeteckningar
| Lönegrad            | E-9                                | E-9            | E-9                     | E-8            | E-8             | E-7              | E-6            | E-5      | E-4      | E-3            | E-2                 | E-1     |  |
| ------------------- | ---------------------------------- | -------------- | ----------------------- | -------------- | --------------- | ---------------- | -------------- | -------- | -------- | -------------- | ------------------- | ------- |  |
| Gradbeteckning      |                                    |                |                         |                |                 |                  |                |          |          |                |                     | -       |  |
| Militär grad        | Sergeant Major of the Marine Corps | Sergeant Major | Master Gunnery Sergeant | First Sergeant | Master Sergeant | Gunnery Sergeant | Staff Sergeant | Sergeant | Corporal | Lance Corporal | Private First Class | Private |  |
| Gradens förkortning | SgtMajMC                           | SgtMaj         | MGySgt                  | 1st Sgt        | MSgt            | GySgt            | SSgt           | Sgt      | Cpl      | LCpl           | PFC                 | Pvt     |  |
| Nato-kod            | OR-9                               | OR-9           | OR-9                    | OR-8           | OR-8            | OR-7             | OR-6           | OR-5     | OR-4     | OR-3           | OR-2                | OR-1    |  |

### Warrant Officer
Warrant Officers är en kategori högre specialistofficerare närmast motsvarande kompaniofficerskåren enligt 1972 års befälsordning. Marinkårens warrant officers är dels Marine Gunners, experter på infanterivapen, med en ställning liknande den tidigare truppförvaltaren i den svenska armén, dels tekniska och administrativa experter, med befattningar som exempelvis personalbefäl, underrättelsebefäl, radartekniskt befäl och rättsvårdsbefäl. Marinkåren hade 1999 ca 2 000 warrant officers. De har tjänsteställning över Enlisted, men under Commissioned Officers och avlönas i lönegrader som ungefär motsvarar lönerna från löjtnant till överstelöjtnant. De tillhör officersmässen.
Marine Gunners rekryteras från underofficerare med lägst graden Gunnery Sergeant och 16-23 års tjänst. Tekniska specialistofficerare rekryteras från underbefäl med lägst graden Sergeant och 8-16 års tjänst. Efter utnämning till Warrant Officer genomgår specialistofficeren officershögskolan, The Basic School (TBS) på Marine Corps Base Quantico i Virginia (se nedan).
| Specialistofficerare i Förenta Staternas marinkår | Specialistofficerare i Förenta Staternas marinkår | Specialistofficerare i Förenta Staternas marinkår | Specialistofficerare i Förenta Staternas marinkår | Specialistofficerare i Förenta Staternas marinkår | Specialistofficerare i Förenta Staternas marinkår | Specialistofficerare i Förenta Staternas marinkår |
| Am. lönegrad                                      | W-5                                               | W-4                                               | W-3                                               | W-2                                               | W-1                                               | Marine Gunner                                     |
| ------------------------------------------------- | ------------------------------------------------- | ------------------------------------------------- | ------------------------------------------------- | ------------------------------------------------- | ------------------------------------------------- | ------------------------------------------------- |
| Axelklaff Kragmärke                               |                                                   |                                                   |                                                   |                                                   |                                                   | Tilläggstecken                                    |
| Tjänstegrad                                       | Chief Warrant Officer 5                           | Chief Warrant Officer 4                           | Chief Warrant Officer 3                           | Chief Warrant Officer 2                           | Warrant Officer 1 Utnämns inte längre             |                                                   |
| Förkortning                                       | CWO5                                              | CWO4                                              | CWO3                                              | CWO2                                              | WO1                                               |                                                   |
| NATO-kod                                          | WO-5                                              | WO-4                                              | WO-3                                              | WO-2                                              | WO-1                                              |                                                   |
| Motsv. i Svenska amfibiekåren                     | Direkt motsvarighet saknas                        | Direkt motsvarighet saknas                        | Direkt motsvarighet saknas                        | Direkt motsvarighet saknas                        | Direkt motsvarighet saknas                        |                                                   |

### Officerare

#### Limited Duty Officers
Marinkårens Limited Duty Officers är tekniska och administrativa experter, med högre kompetens och större ansvar än warrant officers; med befattningar som till exempel personalofficer, underrättelseofficer, radarteknisk officer och rättsvårdsofficer. Marinkåren hade 1999 ca 500 tekniskt-administrativa officerare på aktiv stat. De tillhör officersmässen.
Limited Duty Officers rekryteras från Chief Warrant Officers med minst åtta års tjänst som Warrant Officer.
| Lönegrad | Militär grad       | Anmärkning      |
| -------- | ------------------ | --------------- |
| O2E      | Lieutenant         | löjtnant        |
| O3E      | Captain            | kapten          |
| O4       | Major              | major           |
| O5       | Lieutenant Colonel | överstelöjtnant |

#### Unrestricted Line Officers

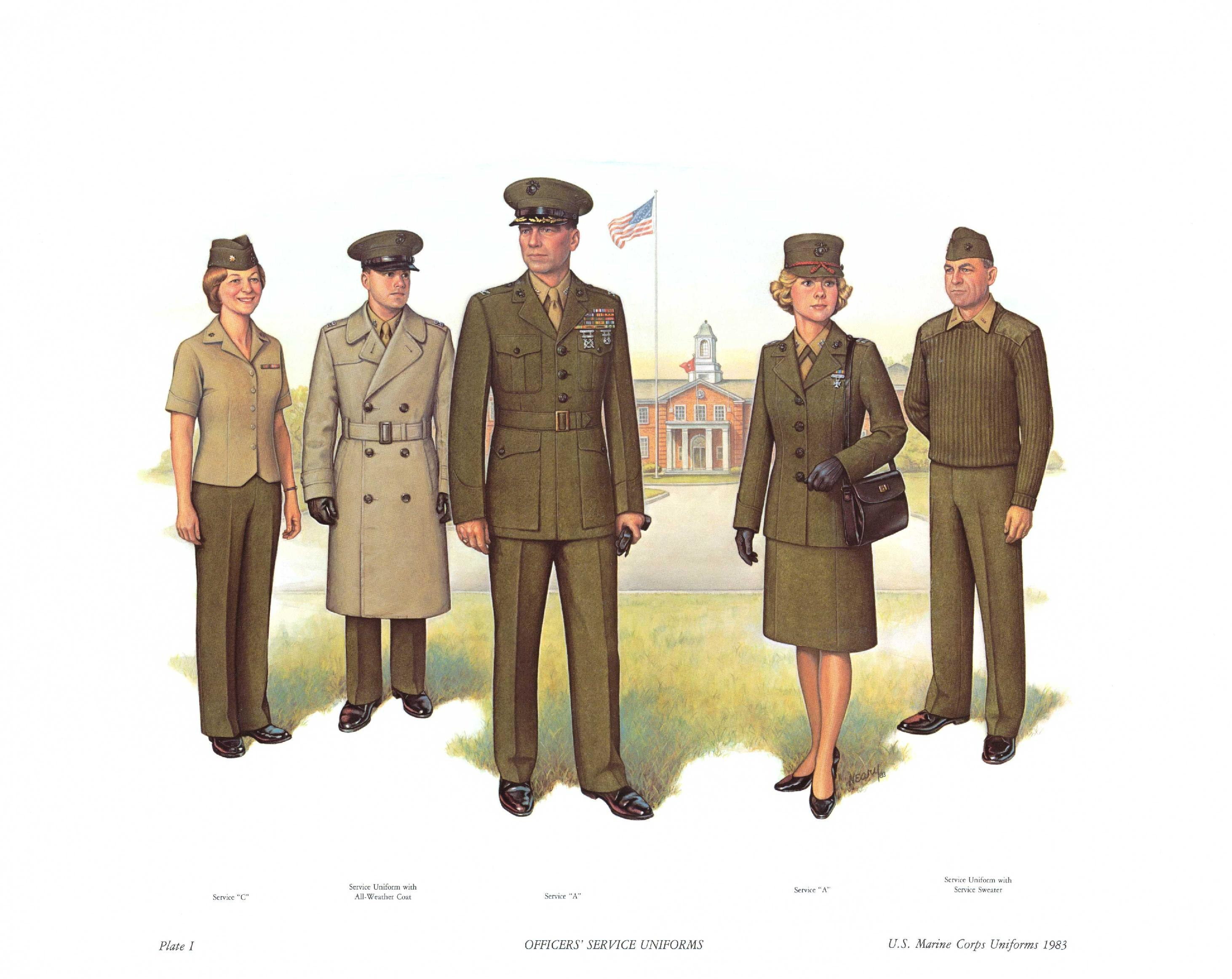
Daglig dräkt för marinkårsofficerare.

Marinkårens taktiskt-operativa officerare får sin grundläggande utbildning antingen vid United States Naval Academy (USNA) i Annapolis eller vid marinkårens militärhögskola, Officer Candidates School (OCS) på Marine Corps Base Quantico i Virginia. Vid OCS finns följande tre alternativa utbildningsvägar: plutonschefsskola (PLC) för studenter vid civila universitet och högskolor, officersaspirantskola (OCC) för sistaårsstudenter och civila med avlagd akademisk examen, aspirantskola efter reservofficersprogram vid universitet och högskolor (NROTC). Det finns också program för rekrytering av officerare från gruppchefer och specialistofficerare. 35 % av officerarna har genomgått PLC, 24 % OCC, 15 % NROTC, 14 % USNA medan 12 % kommer från gruppchefer och specialistofficerare.
Efter officersexamen och utnämning till Second Lieutenant (fänrik), fortsätter utbildningen omedelbart med stridsskolan, The Basic School (TBS). Där finns tre utbildningslinjer, markstrid (plutonchef), luftstrid (grundläggande flygutbildning) eller juridik (grundläggande utbildning som auditör). 83 % av officerarna går på markstridslinjen, 28 % luftstridslinjen och mindre än 1 % på juristlinjen. Av markstridslinjens officerare placeras 1/3 i stridande befattningar och 2/3 i understöds- och underhållstjänst.
Efter TBS fortsätter den taktiskt-operativa officerens utbildning med truppslagsofficersutbildning. Markstridsofficeren kan utbildas till infanteriofficer, fältartilleriofficer, stridsvagnsofficer, ingenjörsofficer, underrättelseofficer, signalofficer, militärpolisofficer, underhållsofficer eller marktjänstofficer för flygande förband. Flygstridsofficeren utbildas antingen till flygförare eller till systemoperatör. En auditör (engelska: judge advocate) är en officerare som också har juristexamen (Juris Doctor) från ett ackrediterat universitet (Law School) och som har avlagt en godkänd bar exam och har licens att utöva juristyrket i minst en delstat. Marinkåren har ingen egen sjukvårdspersonal eller egna läkare utan dessa kommer från flottans läkarkår, tandläkarkår, sjukskötersekår eller sjukvårdskår.
Marinkåren hade 1999 ca 16 000 officerare på aktiv stat.
| Officersgrader i Förenta Staternas marinkår | Officersgrader i Förenta Staternas marinkår | Officersgrader i Förenta Staternas marinkår | Officersgrader i Förenta Staternas marinkår | Officersgrader i Förenta Staternas marinkår | Officersgrader i Förenta Staternas marinkår | Officersgrader i Förenta Staternas marinkår | Officersgrader i Förenta Staternas marinkår | Officersgrader i Förenta Staternas marinkår | Officersgrader i Förenta Staternas marinkår | Officersgrader i Förenta Staternas marinkår |
| Am. lönegrad                                | O-10                                        | O-9                                         | O-8                                         | O-7                                         | O-6                                         | O-5                                         | O-4                                         | O-3                                         | O-2                                         | O-1                                         |
| ------------------------------------------- | ------------------------------------------- | ------------------------------------------- | ------------------------------------------- | ------------------------------------------- | ------------------------------------------- | ------------------------------------------- | ------------------------------------------- | ------------------------------------------- | ------------------------------------------- | ------------------------------------------- |
| Axelklaff                                   |                                             |                                             |                                             |                                             |                                             |                                             |                                             |                                             |                                             |                                             |
| Tjänstegrad                                 | General                                     | Lieutenant General                          | Major General                               | Brigadier General                           | Colonel                                     | Lieutenant Colonel                          | Major                                       | Captain                                     | First Lieutenant                            | Second Lieutenant                           |
| Förkortning                                 | Gen                                         | LtGen                                       | MajGen                                      | BGen                                        | Col                                         | LtCol                                       | Maj                                         | Cpt                                         | 1stLt                                       | 2ndLt                                       |
| Dagligt tilltal                             | General                                     | General                                     | General                                     | General                                     | Colonel                                     | Colonel                                     | Major                                       | Captain                                     | Lieutenant                                  | Lieutenant                                  |
| NATO-kod                                    | OF-9                                        | OF-8                                        | OF-7                                        | OF-6                                        | OF-5                                        | OF-4                                        | OF-3                                        | OF-2                                        | OF-1                                        | OF-1                                        |
| Motsvarar i Sveriges amfibiekår             | General                                     | Generallöjtnant                             | Generalmajor                                | Brigadgeneral                               | Överste                                     | Överstelöjtnant                             | Major                                       | Kapten                                      | Löjtnant                                    | Fänrik                                      |

## Kuriosa

### Kända uttryck
- Semper Fi (Semper Fidelis, alltid trogen)
- The few, the proud (de få, de stolta)
- Hoorah (uttalas med ett långt "ou"-ljud. Används ofta som svar från soldater efter att fått order av befäl. Är ett stridsrop som betyder allt utom "nej". Kan också beskrivas som ett "Kom igen".)
- Get Some, Används ofta i strid och syftar på att "få en del av striden".

### Marinkåren i populärkulturen

#### Spelfilmer
Spelfilmer med anknytning till den amerikanska marinkåren:
- Montezuma
- Full Metal Jacket (1987), regisserad av Stanley Kubrick.
- Heartbreak Ridge
- Jarhead
- Sniper
- Född den fjärde juli
- Rules of Engagement
- Battle for Haditha
- Sands of Iwo Jima

#### TV-serier
- Generation Kill, är en amerikansk dramadokumentär från HBO som följer en grupps soldater under de 40 första dagarna av invasionen av Irak 2003. (HBO)
- På heder och samvete, TV-serie från 1995-2005 skapad av marinkårsveteranen Donald P. Bellisario: en av huvudfigurerna fr.o.m. säsong 2, Sarah MacKenzie (spelad av Catherine Bell) är major/överstelöjtnant och auditör i marinkåren.
- The Pacific, är en TV-miniserie från 2010 som utspelar sig under stillahavskriget under andra världskriget, producerad av HBO